# Carathrips delicatulus
Carathrips delicatulus är en insektsart som först beskrevs av Ian A. Hood 1939.  Carathrips delicatulus ingår i släktet Carathrips och familjen rörtripsar. Inga underarter finns listade i Catalogue of Life.